# Yukiko Todoroki
Yukiko Todoroki (轟夕起子, Todoroki Yukiko), est une actrice japonaise née le 11 septembre 1917 et morte le 11 mai 1967. Son vrai nom est Tsuruko Nishiyama (西山 都留子, Nishiyama Tsuruko).

## Biographie
Yukiko Todoroki a tourné dans près de 150 films entre 1937 et 1965.
Elle a été mariée au réalisateur Masahiro Makino de 1940 à 1950.

## Filmographie sélective
- 1937 : Kōgen no tamashii (曠原の魂?) de Hiroshi Inagaki

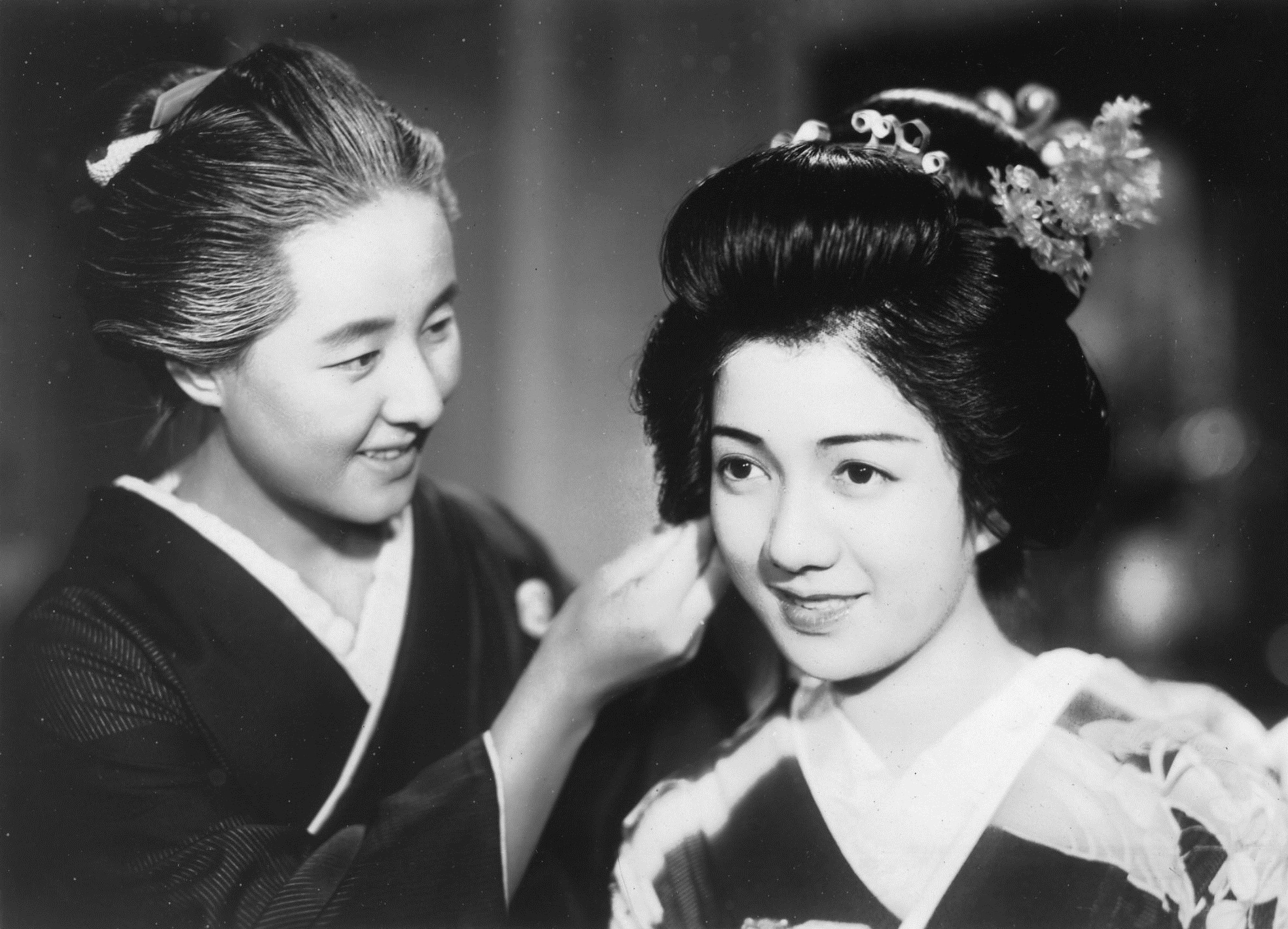
Hisako Takihana et Yukiko Todoroki dans L'Avancée éternelle (1937).

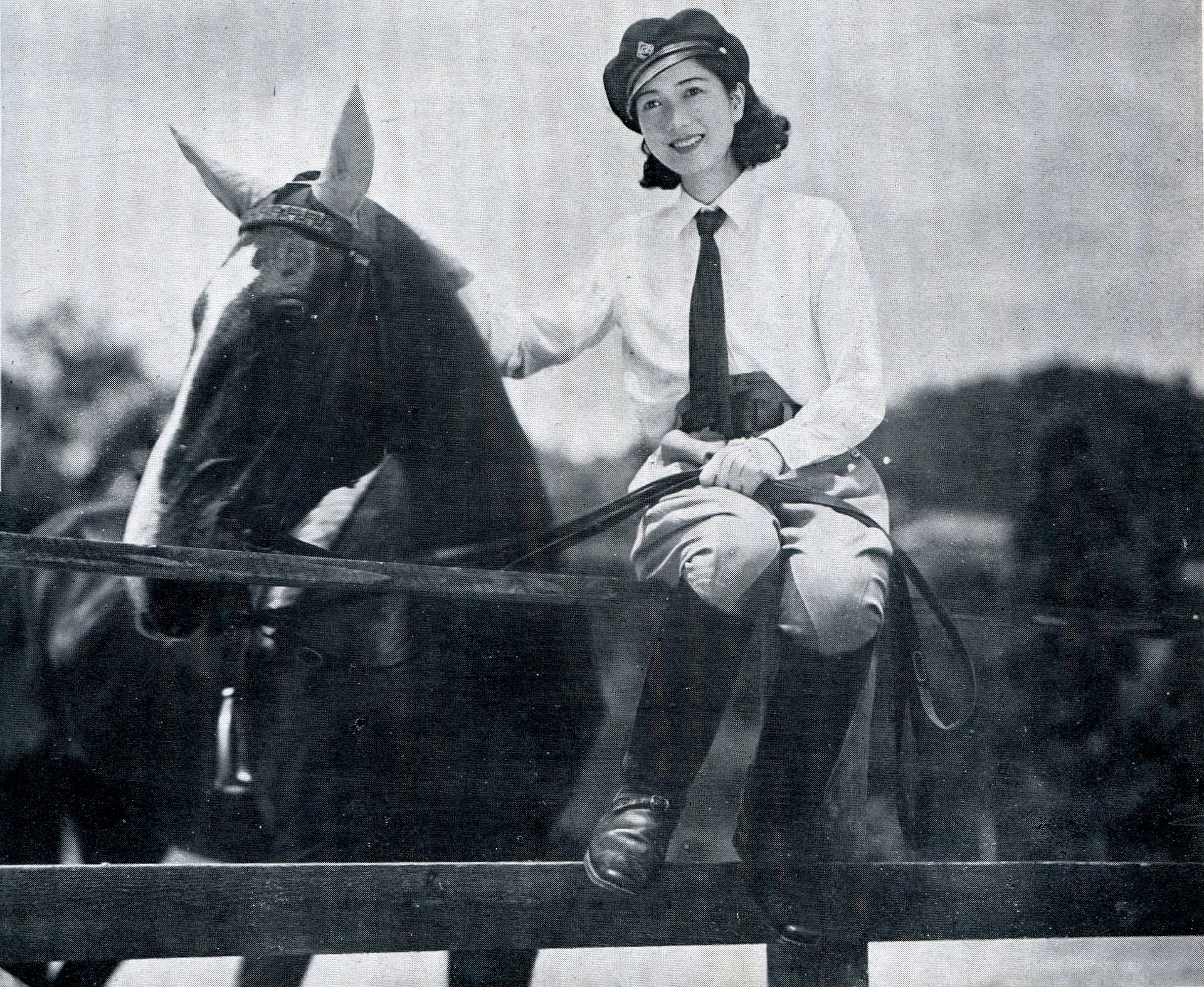
Yukiko Todoroki en 1937.

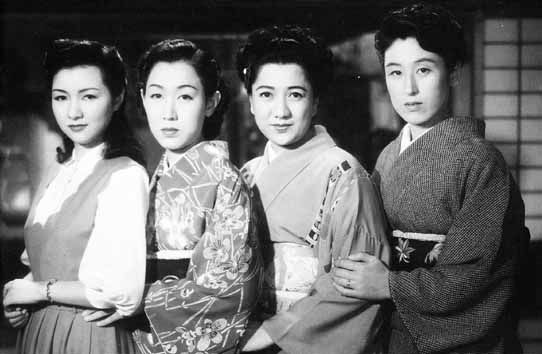
Hideko Takamine, Hisako Yamane, Yukiko Todoroki et Ranko Hanai dans Quatre sœurs (1950).

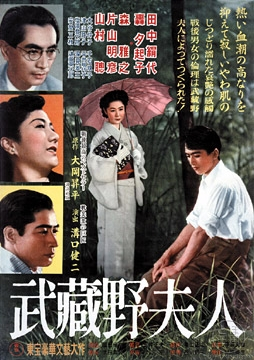
Affiche de La Dame de Musashino (1951).

- 1937 : L'Avancée éternelle ou Le Chemin sans fin (限りなき前進, Kagiri naki zenshin?) de Tomu Uchida
- 1938 : Le Double de la nuit (闇の影法師, Yami no kagebōshi?) de Hiroshi Inagaki : Oyuki
- 1939 : Bruits d'avion (爆音, Bakuon?) de Tomotaka Tasaka : Fusako
- 1939 : Les Vauriens d'Edo (江戸の悪太郎, Edo no akutarō?) de Masahiro Makino
- 1939 : Quartier des ronin (浪人街, Rōnin-gai?) de Masahiro Makino
- 1940 : Nonki megane (暢気眼鏡?) de Kōji Shima : Yoshie
- 1940 : Histoire I (歴史 第一部 動乱戊辰, Rekichi: Daiichibu: Dōran Boshin?) de Tomu Uchida
- 1940 : Histoire II-III (歴史 第二部 焦土建設、第三部 黎明日本, Rekichi: Dainibu: Shodo kensetsu - Daisanbu: Reimi Nihon?) de Tomu Uchida
- 1940 : Le Port de Shimizu II (続清水港, Zoku Shimizu minato?) de Masahiro Makino
- 1941 : Dengeki nijūsō (電撃二重奏?) de Kōji Shima
- 1941 : Le siècle rit (世紀は笑ふ, Seiki wa warau?) de Masahiro Makino : Ofumi / Oyuki
- 1942 : Ma mère ne mourra jamais (母は死なず, Haha wa shinazu?) de Mikio Naruse : Yumiko
- 1943 : Mademoiselle Hanako (ハナ子さん, Hanako-san?) de Masahiro Makino : Hanako
- 1943 : La Légende du grand judo (姿三四郎, Sugata Sanshirō?) de Akira Kurosawa : Sayo Murai
- 1945 : La Rose de mer (間諜海の薔薇, Kanchō: Umi no bara?) de Teinosuke Kinugasa
- 1945 : Le Chant de la victoire (必勝歌, Hisshō ka?) de Masahiro Makino, Kenji Mizoguchi, Hiroshi Shimizu et Tomotaka Tasaka : Ritsuko
- 1945 : Chant de la destruction alliée (撃滅の歌, Gekimetsu no uta?) de Yasushi Sasaki : Yumiko
- 1945 : La Nouvelle Légende du grand judo (續姿三四郎, Zoku Sugata Sanshirō?) de Akira Kurosawa : Sayo Murai
- 1945 : Chante soleil ! (歌へ！太陽, Utae! Taiyō?) de Yutaka Abe
- 1946 : La Bataille du château de la pleine lune (満月城の歌合戦, Mangetsu-jō no uta gassen?) de Masahiro Makino
- 1947 : Festin de printemps (春の饗宴, Haru no kyōen?) de Kajirō Yamamoto : Tamako Mimura
- 1948 : La Porte de la chair (肉体の門, Nikutai no mon?) de Masahiro Makino et Masafusa Ozaki
- 1948 : Les fantômes meurent à l'aube (幽霊暁に死す, Yūrei akatsuki ni shisu?) de Masahiro Makino : Michiko
- 1949 : Le Boss (ボス, Bosu?) de Masahiro Makino et Isamu Kosugi
- 1949 : Kyō ware ren'ai suru (今日われ恋愛す?) de Kōji Shima
- 1949 : Ishimatsu des forêts (森の石松, Mori no Ishimatsu?) de Kōzaburō Yoshimura : Ofuji
- 1950 : Mado kara tobidase (窓から飛び出せ?) de Kōji Shima : Fujiko
- 1950 : Quatre sœurs (細雪, Sasameyuki?) de Yutaka Abe : Sachiko Makioka
- 1950 : Shojohō (処女峰?) de Keigo Kimura
- 1951 : Le Chant de la bergeronnette (せきれいの曲, Sekirei no kyoku?) de Shirō Toyoda
- 1951 : La Dame de Musashino (武蔵野夫人, Musashino fujin?) de Kenji Mizoguchi : Tomiko Ono
- 1952 : Tempête sur Hakone (箱根風雲録, Hakone fūunroku?) de Satsuo Yamamoto
- 1952 : L'Histoire secrète du château de Shura I (修羅城秘聞 双竜の巻, Shura-jō hibun: Sōryū no maki?) de Teinosuke Kinugasa : Kosuzu
- 1952 : L'Histoire secrète du château de Shura II (続修羅城秘聞 飛竜の巻, Zoku Shura-jō hibun: Hiryū no maki?) de Teinosuke Kinugasa : Kosuzu
- 1952 : Zoku bakurō ichidai (続馬喰一代?) de Kōji Shima
- 1953 : Chatarē fujin wa Nihon ni mo ita (チャタレー夫人は日本にもいた?) de Kōji Shima
- 1954 : Calendrier de femmes (女の暦, Onna no koyomi?) de Seiji Hisamatsu : Takako Takagi
- 1955 : Le Poids de l'amour (愛のお荷物, Ai no onimotsu?) de Yūzō Kawashima
- 1955 : La Femme de Ginza (銀座の女, Ginza no onna?) de Kōzaburō Yoshimura
- 1955 : Histoire de fantômes de la jeunesse (青春怪談, Seishun kaidan?) de Kon Ichikawa : Choko
- 1955 : L'Enfant favori de la bonne (女中ッ子, Jochūkko?) de Tomotaka Tasaka
- 1955 : Tsukiyo no kasa (月夜の傘?) de Seiji Hisamatsu : Kaneko Murai
- 1956 : Kamisaka Shirō no hanzai (神阪四郎の犯罪?) de Seiji Hisamatsu
- 1956 : Le Paradis de Suzaki (洲崎パラダイス 赤信号, Suzaki Paradaisu: Akashingō?) de Yūzō Kawashima : Otoku
- 1956 : Ueru tamashii (飢える魂?) de Yūzō Kawashima : Mayumi Ogōchi
- 1956 : Zoku ueru tamashii (続・飢える魂?) de Yūzō Kawashima : Mayumi Ogōchi
- 1957 : Otemba san'nin shimai: Odoru taiyō (お転婆三人姉妹　踊る太陽?) d'Umetsugu Inoue : Fuyuko Taki
- 1957 : Joshiryōsai (女子寮祭?) de Buichi Saitō : Yukie Ōnishi
- 1957 : Jūnana-sai no teikō (十七才の抵抗?) d'Umetsugu Inoue : Miyako Nagamatsu
- 1957 : Tentations (誘惑, Yūwaku?) de Kō Nakahira : Kotoko Sonoya
- 1958 : Une ruelle sous le soleil (陽のあたる坂道, Hi no ataru sakamichi?) de Tomotaka Tasaka : Midori
- 1958 : Désir (欲, Yoku?) de Heinosuke Gosho : Tatsuko Oriyama
- 1958 : Akai hatoba (赤い波止場?) de Toshio Masuda : Mama
- 1959 : Sasameyuki (細雪?) de Kōji Shima : Tsuruko
- 1959 : Le Cours du jeune fleuve (若い川の流れ, Wakai kawa no nagare?) de Tomotaka Tasaka : Tomiko Sone
- 1959 : Gurama-tō no yūwaku (グラマ島の誘惑?) de Yūzō Kawashima : Tatsu Kitagawa
- 1960 : Ajisai no uta (あじさいの歌?) d'Eisuke Takizawa : Ikuko Nagasawa
- 1960 : Sabita kusari (錆びた鎖?) de Buichi Saitō : Tokiko Nagaoka
- 1961 : Lui et moi (あいつと私, Aitsu to watashi?) de Kō Nakahira : Motoko Sakurai
- 1963 : Ame no naka ni kiete (雨の中に消えて?) de Katsumi Nishikawa : Fumiko Kabayama
- 1963 : L'Emblème de l'homme (男の紋章, Otoko no monshō?) d'Akinori Matsuo
- 1963 : Zoku otoko no monshō (男の紋章?) d'Akinori Matsuo